# Stettiner Entomologische Zeitung
Die Stettiner Entomologische Zeitung war eine wissenschaftliche Fachzeitschrift für Entomologie (Insektenkunde). Sie erschien von 1840 bis 1944, dabei bis 1911 unter dem kürzeren Titel Entomologische Zeitung.
Im Laufe des 19. Jahrhunderts nahm die Entomologie einen großen Aufschwung. Als erster entomologischer Verein in Deutschland wurde im Jahre 1837 der Entomologische Verein zu Stettin in der pommerschen Provinzhauptstadt Stettin gegründet.
Ab 1840 gab der Verein die Entomologische Zeitung heraus. Der erste Band hatte eine Auflage von etwa 500 Exemplaren und war dem Oberpräsidenten der Provinz Pommern, Wilhelm von Bonin, gewidmet, der das Protektorat über den Verein übernommen und ihm öffentliche Fördermittel verschafft hatte. Die Zeitschrift wurde im 19. Jahrhundert wesentlich durch den langjährigen Präsidenten des Vereins, Carl August Dohrn, geprägt.
In der Zeitschrift wurden in erster Linie wissenschaftliche Beiträge veröffentlicht, darunter zahlreiche Erstbeschreibungen von Arten und Gattungen. Die Zeitschrift beschränkte sich nicht auf die in Deutschland vorkommenden Insekten; so wurden bereits in den 1850er Jahren Beiträge über die Insektenfauna auf Ceylon, in China, in Mexiko und in Sibirien veröffentlicht.
Der ganz überwiegende Teil der Aufsätze ist in deutscher Sprache veröffentlicht, nur einige wenige auf Französisch und Italienisch. Vielfach wurden Beiträge ausländischer Mitarbeiter stattdessen ins Deutsche übersetzt. Bei den Erstbeschreibungen war die förmliche sogenannte Diagnose jedoch bis 1905, wie allgemein üblich, in lateinischer Sprache gehalten, teilweise auch noch später. Mit Blick auf die internationale Verbreitung der Zeitschrift wurde sie von vornherein in Antiqua gesetzt, nicht in Fraktur.
Für die Veröffentlichung längerer Beiträge gab der Verein von 1846 bis 1866 daneben die Zeitschrift Linnaea entomologica heraus.
Während des Ersten Weltkriegs verzögerte sich die Veröffentlichung der Stettiner Entomologischen Zeitung. In den 1920er Jahren zwang Geldmangel dazu, die Zeitschrift zeitweise in nur verminderter Seitenzahl erscheinen zu lassen. Im Jahre 1923 übertrug der Verein seine Bibliothek an die Stadt Stettin; als Gegenleistung sollte die Stadt einen jährlichen Druckkostenzuschuss für die Entomologische Zeitung leisten, der jedoch zeitweise ausfiel. Während des Zweiten Weltkriegs konnten zuletzt die Jahrgänge 1942 bis 1944 nur noch in vermindertem Umfang erscheinen. Als letzter Beitrag wurden 1944 Beobachtungen über das Falterleben im Winter in West- und Südfrankreich veröffentlicht.
Nach dem Zweiten Weltkrieg kam Stettin an Polen. Mit der Flucht und Vertreibung der Stettiner endete die Tätigkeit des Entomologischen Vereins zu Stettin und damit auch die Stettiner Entomologische Zeitung.